# Проституция во Вьетнаме
Проституция во Вьетнаме является незаконной и причисляется к серьёзным правонарушениям (по состоянию на 2020 год). В последнее время[когда?] появилось предложения о том, что проституция во Вьетнаме должна считаться бизнесом и быть легализованной, однако критики этого предложения считают, что оно противоречит Конституции Вьетнама и документам ООН.
По данным Министерства труда, в 2013 году во Вьетнаме работало 71 936 проституток, однако встречаются оценки до 200 000 человек. Организации, защищающие права секс-работников, сообщают, что существует проблема насилия со стороны полицейских, а также коррупция в правоохранительных органах.

## История
Одно из наиболее значительных произведений вьетнамской литературы, Киеу (1820), сообщает о молодой женщине, которая жертвует собой для спасения семьи. Она продаётся в жёны мужчине, который платит ей деньги, необходимые для спасения брата и отца от тюрьмы. Муж оказывается сутенёром и вовлекает её в проституцию.

### Период французской колонии
Колониальная политика Франции и внедрение во Вьетнаме рыночной экономики привели к повышению уровня урбанизации. Помимо мирного населения в городах также временно дислоцировались французский солдаты. В связи с этим, в городах вырос спрос на секс-услуги, что привело к возникновению борделей. Впервые упоминание о проблеме, связанной с проституцией, появилось в газете «Новая женская газета» (вьет. Phụ nữ tân văn) в 1929 году.
1930-х годах проституция стала серьёзной социальной проблемой во Вьетнаме. Колониальное правительство поощряло проституцию как источник налогов. Некоторые секс-работницы имели лицензии и платили налоги, другие же работали нелегально. Проституция вызвала рост случаев венерических заболеваний: в 1933 году в клиниках, специализирующихся на венерических заболеваниях, лечение проходило около 20 000 человек. По данным ханойского госпиталя Батьмай 70 из 100 проституток имели венерические заболевания. Во всём Ханое насчитывалось как минимум 5000 секс-работниц, у которых наблюдались симптомы венерических заболеваний. Таким образом, проституция стала серьёзной проблемой для общества.
В это же время качу, до того развлекавшие богатых патронов в их домах, переместились в городские рестораны, имеющие репутацию злачных мест, и стали ассоциироваться с проституцией. На окраине Ханоя в 1938 году было 216 «песенных домов» качу, в которых выступали почти 2000 девушек.
После создания в 1930 году Коммунистической партии Вьетнама, она провозгласила курс на противодействие колониальному правительству Франции. На листовках, которые распространяла КПВ, были лозунги, призывающие бороться с проституцией, а также убеждавшие женщин участвовать в борьбе за национальное освобождение и построение нового цивилизованного мирного общества. Ликвидация проституции в обществе рассматривалась Коммунистической партией как мера по улучшению социального положения женщин.

### Военное время 1945—1975
В 1945 году в Ханое существовало 45 борделей и 55 баров, в которых работало 12 000 проституток. После 1954 (после вывода французских войск из Вьетнама) проституция была объявлена вне закона 202 статьёй Уголовного кодекса Демократической Республики Вьетнам. Ежегодно выявляли около 300—400 человек, вовлечённых в данный род деятельности.
Во время Вьетнамской войны на территориях, занятых американской армией, расцвела проституция, количество секс-работниц в это время оценивается в 300 000 человек. Проститутки ждали американских солдат в барах. Дети, рождённые вьетнамками от американских солдат, подвергались остракизму и терпели оскорбления (их называли «пыль жизни»), и зачастую сами оказывались вовлечены в проституцию. Их количество оценивается в 50 000 человек.
С 1959 по 1962 годами, первая леди Южного Вьетнама Чан Ле Суан закрыла все бордели на территории Южного Вьетнама и оштрафовала их владельцев, что нанесло большой ущерб данному виду деятельности. Однако после свержения режима Нго Динь Зьема вновь возникли организации, занимающиеся проституцией, и к концу 1960-х годов в Сайгоне функционировало около 32 борделей.

### Настоящее время
В период с 1975 по 1985 года, благодаря политике «новой культурной жизни» вьетнамскому правительству почти удалось искоренить проституцию в обществе. Особенных успехов данная политика достигла на территории Южного Вьетнама, где проституция была развита из-за американского военного присутствия. После политики Дой Мой, которая проводилась во Вьетнаме с 1986 года, проституция вновь начала появляться в стране. Помимо этого, появилась другая более острая проблема — похищение женщин и провоз их на территорию Китая для занятия проституцией.

## Статистика

### Количество работников секс-индустрии
На конференции 2013 по профилактике и борьбе с секс-индустрией во Вьетнаме были представлены следующие данные: во Вьетнаме на тот момент времени в секс-индустрии было задействовано 33 000 человек, большинство из которых женщины. Работницы в возрасте 16—18 лет составляли 15,3 %, 25—35 лет — 35 %, а наибольшее число работниц находилось в возрасте 18—25 лет (42 %). Что касается образования, 17,1 % окончили только начальную школу, 39,3 % — среднюю школу, и наиболее значимо то, что около 10,3 % окончили университет или колледж. Таким образом, представление о том, что в секс-индустрию идут только из-за «низкого образования» больше не соответствует действительности Национальное исследование, проведённое в 2005 году, показало, что среди молодых мужчин в возрасте 22-25 лет и не состоящих в браке около 11,2 % в городских районах и около 5 % в сельских районах когда-либо прибегали у услугам работниц секс-индустрии.
В настоящее время секс-индустрия приняла немного иной характер. Современные секс-работницы больше не используют бордели для оказания своих услуг, работая поодиночке, либо небольшими группами; свои услуги они рекламируют не стоя на улице, через рекламные сообщения в «даркнете». Всё общение с клиентами перешло в Интернет, где девушки использую веб-камеры и специальные чаты, в которых общаются со своими клиентами. Помимо этого, для оказания секс-услуг до сих пор популярны караоке-бары. Работницы секс-индустрии в большинстве случаев не имеют посредников, с развитием технологий и глобальной сети Интернет они получили возможность напрямую общаться с клиентами.
Наказания за сутенёрство во Вьетнаме могут доходить до многолетнего лишения свободы, самих проституток могут оштрафовать. Несмотря на это, число работников секс-индустрии продолжает расти. В Хошимине, согласно статистике 2016 года, во всём городе насчитывалось 3600 работников данной индустрии, что на 20 % больше по сравнению с 2015 годом.

### Детская проституция
Многие из вовлечённых в проституцию в Хошимине младше 18 лет, многие предоставляют секс-услуги из-за финансовой нужды. Проституцией занимаются как девочки, так и мальчики. Также множество вьетнамских детей переправляют в Камбоджу.
Туристы из других стран Азии, Великобритании и других стран Европы, Австралии, Канады и США приезжают во Вьетнам для сексуальной эксплуатации детей. Австралийская негосударственная организация обнаружила 80 случаев сексуальной эксплуатации детей иностранцами в туристическом городе Шапа в 2007 году.

### Торговля людьми
С 2011 по 2015 год во Вьетнаме было зафиксировано 2000 инцидентов, связанных с торговлей людьми, жертвами которых стали 3800 человек, из них более 85 % жертв составляют женщины и дети. Большинство женщин продаются в городских районах или отправляются в Китай для занятия проституцией

## ВИЧ/СПИД и наркозависимость
Опрос 2001 года во Вьетнаме показал, что 51 % работниц секс-индустрии были зависимы от наркотиков, 27 % — инфицированы ВИЧ. Процент женщин-работниц секс-индустрии, использующих презервативы, составляет 65,4 %, в то время как среди ВИЧ-инфицированных работниц только 23,3 % (многие из них отказываются от использования презервативов, желая «отомстить»).
На конференции 2011 года Министерство труда оценило долю ВИЧ-инфицированных проституток в 9,3 %, однако в Ханое их процент составил 20, в Хошимине — 16, в Хайфоне — 23. Основными причинами этого названы отсутствие доступа к презервативам и медицинским услугам. Проститутки могут избегать презервативов, так как их могут считать доказательством занятия секс-работой.
В 2017 году международная помощь программе по ВИЧ во Вьетнаме была полностью прекращена. Многие программы по распространению презервативов и терапии от ВИЧ для работников секс-индустрии не финансируются.

## Причины
Более 53 % секс-работников указывают, что основной причиной их деятельности является высокий доход при небольшой сложности работы, и азарт Другой причиной является желание секса. Однако, опрос, проведённый в 2012 году в 3 городах (Ханой, Хайфон и Хошимин) Министерством труда, инвалидов и социальных дел Вьетнама, показал, что большинство работников секс-бизнеса жили в семьях среднего класса (42,4 % бедные семьи, 52,2 % средний класс и 2,4 % более обеспеченные). Другая причина занятия проституцией заключается в том, чтобы зарабатывать деньги для приобретения наркотиков.

## Законодательство
Проституция во Вьетнаме запрещена законом. 17 марта 2003 года был издан закон «О предупреждении проституции и борьбе с ней», в котором были определены меры и обязанности учреждений, организаций, отдельных лиц по искоренению проституции. Согласно статьям 22, 23 данного закона, за предоставление секс-услуг и пользование ими предусмотрены административные взыскания, размер которых зависит от характера и серьёзности правонарушения. Однако если в предоставлении данных услуг и пользовании ими замешаны несовершеннолетние лица, или лица с положительным ВИЧ-статусом, которые заведомо передают заболевание другому лицу, то они привлекаются к уголовной ответственности. Эти деяния преследуются по статье 254, причём наивысшей мерой наказания является пожизненное заключение.
В период с 2006 по 2010 год Народная прокуратура Вьетнама привлекла к уголовной ответственности 4585 обвиняемых в проституции. Народный суд на различных уровнях заслушал 3542 дела с участием 4866 подсудимых.

### Декриминализация и легализация
Во вьетнамском обществе существует ряд предложений по декриминализации и легализации проституции.
Опрос 150 секс-работниц, проведённый Институтом трудовой науки и социального обеспечения, обнаружил, что 44 % из них испытывали насилие от рук клиента. В полицию при этом обратились чуть больше половины из них. Организация Vietnam Network of Sex Workers призывает к декриминализации проституции, что по их мнению сделает её безопаснее. Кимберли Кей Хоанг, профессор социологии в Чикагском университете, провела в 2011 году исследование проституции в Хошимине, заявила: "Легализация проституции уменьшит насилие и снизит уровень изнасилований и сексуального насилия. Проститутки будут чувствовать себя в безопасности, вызывая полицию в случае насилия со стороны клиентов, торговцев людьми и сутенёров.
Организации, защищающие права проституток, указывают, что в условиях нелегальности секс-работы проститутки более подвержены риску заражения ВИЧ и другими ЗППП.
Начальник Отдела профилактики социальных правонарушений при Министерстве труда, инвалидов и социальных дел Вьетнама Нгуен Ван Мин считает следующие причины :
- «падение нравственности»[32];
- в случае введения обязательных анализов на ЗППП их будут получать в обход тестирования[33][34], а на государство лягут расходы по обследованию лиц, предлагающих секс-услуги. Траты на проведение ежегодного обязательного осмотра и взятия анализов по подсчётам властей составят порядка 150 млн долларов США (3,200 млрд донгов) в год, а система медицинского обслуживания будет перегружена[35];
- противоречие государственной идеологии.

На Национальной конференции по развитию туризма, состоявшейся в Хойане 9 августа 2016 года, премьер-министр Нгуен Суан Фук подтвердил, что Вьетнам не планирует легализовывать проституцию ради прибыли: «Во Вьетнаме не будет квартала красных фонарей и казино. Мы не развиваемся в этом направлении».

### Трудности, с которыми сталкивается законодательство сегодня
Наказания для лиц, предоставляющих секс-услуги, не является сдерживающим фактором. До 2012 года во Вьетнаме существовали центры социальной защиты для работниц секс-индустрии, куда они должны были обращаться в обязательном порядке после разоблачения (поимки) с целью реабилитации и получения профессиональной подготовки и помощи в поиске работы. Однако с 2012 года в Законе об обращении с административными правонарушениями указано, что лица, оказывающие секс-услуги, не будут принудительно помещаться в центр социальной защиты. Вместо этого наказанием будет административное взыскание в размере 300 тыс. донгов (примерно тринадцать долларов США), если лицо, предоставляющее секс-услуги, привлекается к ответственности впервые, и от трёх до пяти миллионов донгов (примерно 215 долларов США) повторно.
Масштабы социальной помощи по стране для проституток невелики. В среднем, в каждой провинции Вьетнама социальную помощь получает несколько десятков человек, вовлечённых в секс-индустрию, в то время как реальное число таких людей по стране превышает несколько тысяч. Также существуют проблемы с предоставлением рабочих мест таким людям после прохождения реабилитации в центре социальной защиты. Даже если такие места предоставляются, то заработная плата и условия труда не устраивают бывших работников сферы секс-индустрии и они возвращаются к прежней деятельности.
Согласно отчёту Министерства труда, инвалидов и социальных дел, общее число людей, предоставляющих секс услуги, увеличивается ежегодно. Так, в 2015 году в Хошимине количество работниц секс-индустрии увеличилось на 20 % по сравнению с 2014 годом. Это происходит в связи с тем, что штрафы не являются сдерживающим фактором в силу их незначительных размеров. Средний доход лиц, оказывающих секс-услуги, составляет от десяти до 150 миллионов донгов в месяц (от 430 до 6462 долларов США). Таким образом, пойманному лицу не составляет труда заплатить штраф в размере 300 тыс. донгов (примерно тринадцать долларов США) и продолжать заниматься своей деятельностью.
Также остро стоит вопрос с распространением ВИЧ лицами, предоставляющими секс-услуги. Игнорирование полицией необходимости проведения тестов на ВИЧ у работниц в сфере оказания секс-услуг при их аресте приводит к дальнейшему распространению ВИЧ. Маленькие штрафы и халатное отношение полиции к обязательным проверкам на ВИЧ приводит к тому, что ВИЧ-инфицированные проститутки продолжают заниматься своей деятельностью после выплаты штрафа. Так, в Хошимине в период с 2011—2015 инфицирование ВИЧ у работниц секс-индустрии составляло 57,5 % от всех заболеваний, передающихся половым путём.

### Наказания для лиц, пользующихся секс-услугами
В отличие от США, Швеции, Норвегии, Франции, Южной Кореи и некоторых других стран, во Вьетнаме не предусмотрено серьёзных наказаний для лиц, покупающих секс-услуги. В тех странах, где оно существует, оно введено с целью сдерживания проституции в стремлении снизить спрос. При поимке лиц, покупающих секс-услуги, их личность раскрывается и дело придаётся огласке. Во Вьетнаме такие лица привлекаются лишь к административной ответственности и штраф за это правонарушение составляет от 300 до 500 тысяч донгов (примерно от 13 до 21 доллара США), лишение свободы и публичная огласка не предусматриваются. Лишь должностные лица, занятые в вооружённых силах, помимо административного взыскания в виде штрафа могут быть лишены работы и звания, так как об их деянии сообщается их непосредственному руководству. Однако на практике такое происходит редко ввиду коррупции.

## Способы борьбы
23 августа 2015 года заместитель начальника Отдела профилактики социальных правонарушений Хошимина при Министерстве труда, инвалидов и социальных дел Вьетнама Ле Ван Куй предложил принять комплекс мер для борьбы с проституцией. Данные меры включают в себя усиленный государственный контроль за публичными местами, где могут вести свою деятельность лица, связанные с секс-индустрией. К таким местам относятся ночные клубы, бары, пивные, караоке, массажные салоны Также к мерам по борьбе с проституцией относится значительное увеличение штрафов и искоренение коррупции.